# Radom Północny

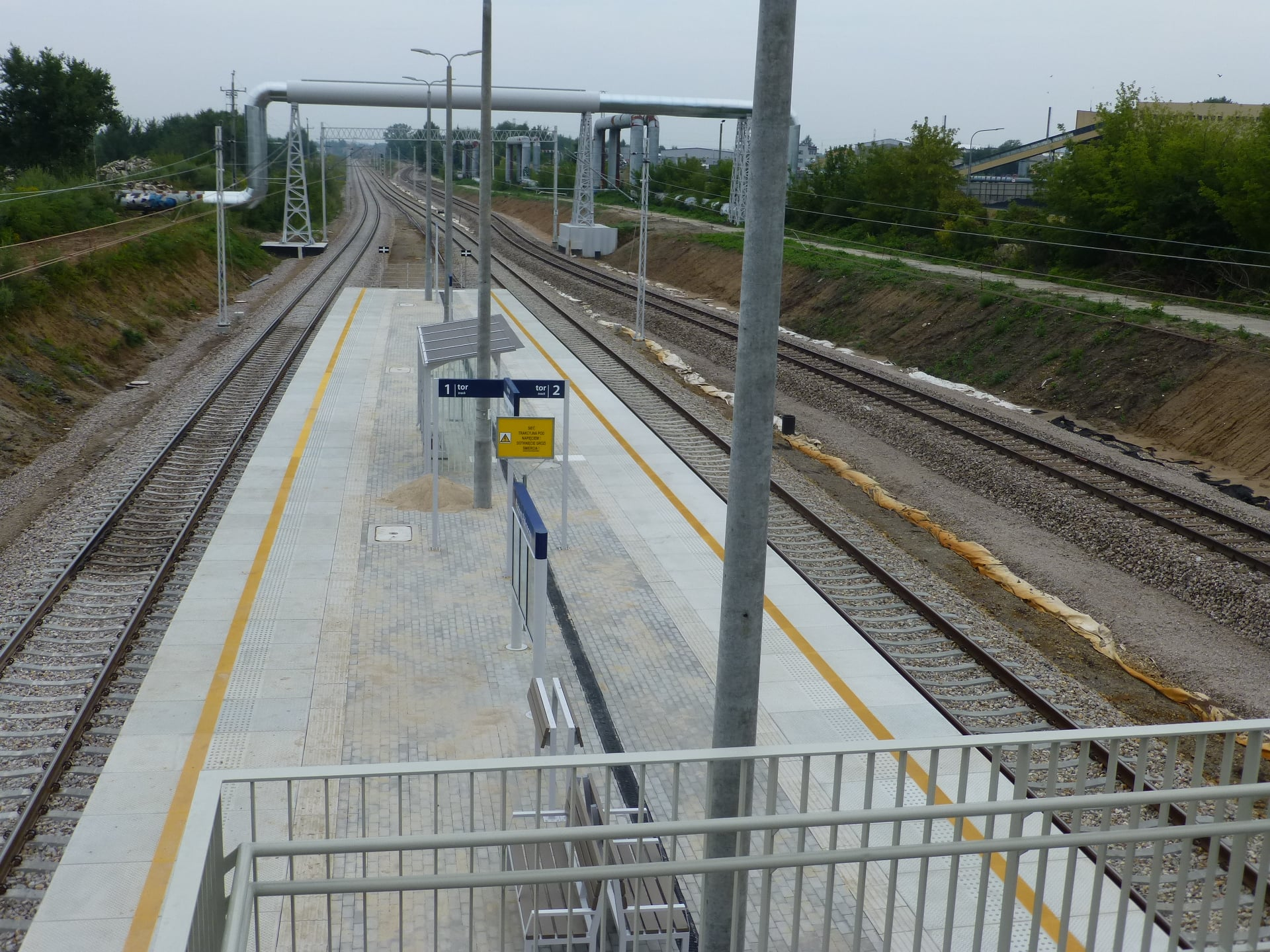
Przystanek kolejowy Radom Północny

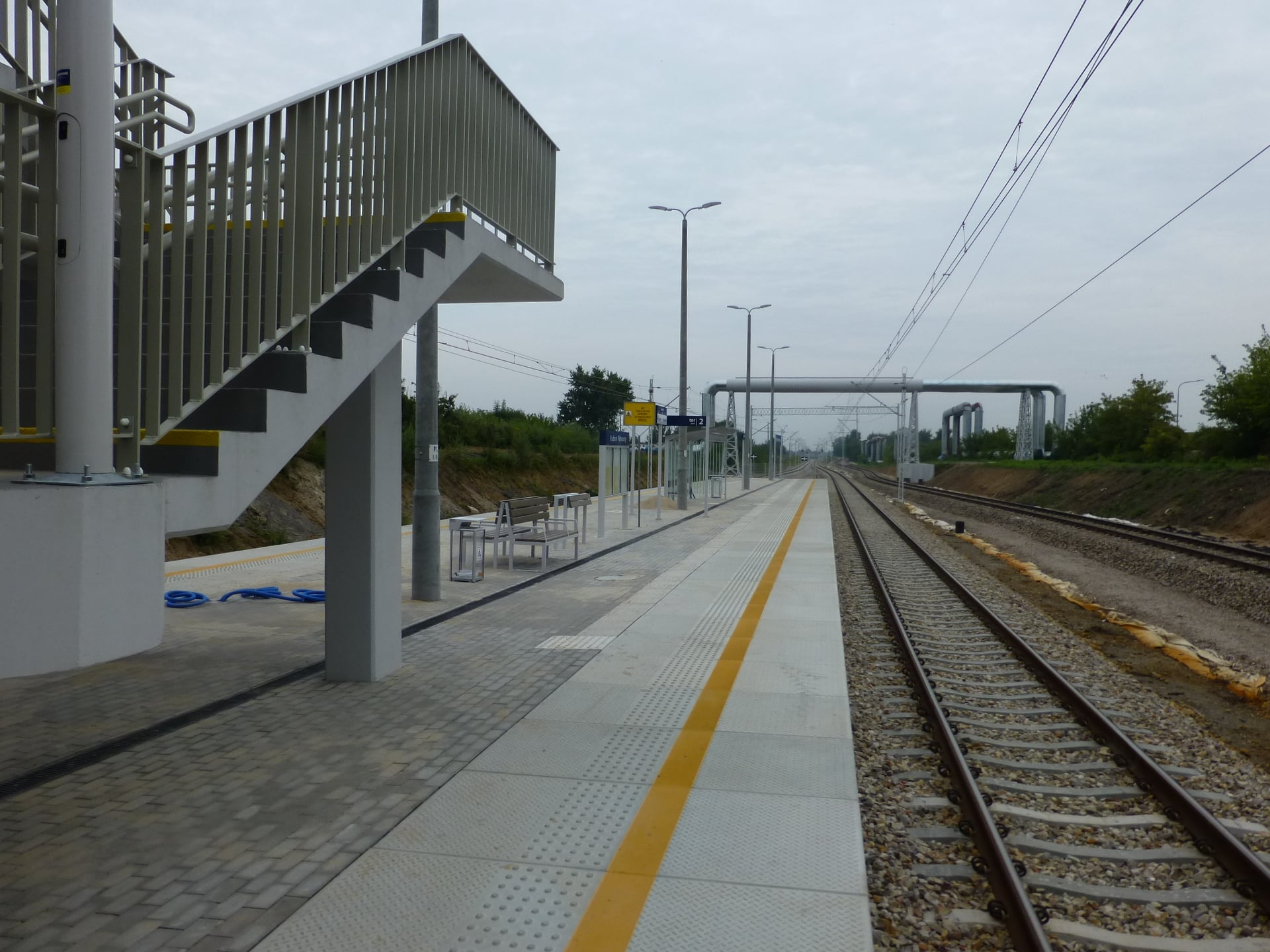
Przystanek kolejowy Radom Północny

Radom Północny – przystanek osobowy Polskich Kolei Państwowych zlokalizowany w Radomiu, w dzielnicy Gołębiów.  Koncepcję jego utworzenia opracowała Miejska Pracownia Urbanistyczna w Radomiu, jako uzupełnienie przystanków Radom Gołębiów i Radom Stara Wola, których koncepcję przygotowało stowarzyszenie Kocham Radom.. Wybudowany w 2021 roku w ramach modernizacji linii kolejowej nr 8.

## Ruch pasażerski[3]
| Rok  | Wymiana pasażerska na dobę |
| ---- | -------------------------- |
| 2021 | 0-9                        |
| 2022 | 20-49                      |
| 2023 | 20-49                      |